# سیگنال (نرم‌افزار)
سیگنال (به انگلیسی: Signal) یک پیام‌رسان فوری متن‌باز با امکان ارسال پیام‌های متنی، صوتی و تصویری رایگان و امن است که برای اندروید، آی‌اواس و دسکتاپ طراحی شده است.
سیگنال در جایگاه یکی از امن‌ترین پیام‌رسان‌های جهان قرار دارد. با خبر تغییر سیاست‌های پیام‌رسان واتس‌اپ (محبوب‌ترین پیام‌رسان جهان) در ژانویه ۲۰۲۱ و به‌ویژه با پیشنهاد ایلان ماسک و جک دورسی افراد زیادی به این پیام‌رسان روی آوردند.
از سرشناس‌ترین افرادی که از این پیام‌رسان استفاده می‌کنند می‌توان به ادوارد اسنودن، کارمند پیشین آژانس امنیت ملی آمریکا اشاره کرد. در سال ۲۰۱۸ مجلس سنای ایالات متحدهٔ آمریکا با تأیید امنیت بالای این پیام‌رسان دست سناتورهای آمریکایی را در استفاده از این نرم‌افزار باز گذاشت که برای تبادلات کاری و غیرکاری از این پیام‌رسان امن و سریع استفاده کنند. 
سیگنال یک پیام‌رسان فوری رمزگذاری‌شده از طریق پلتفرم است که توسط بنیاد سیگنال و پیام‌رسان سیگنال ساخته شده است. این پیام‌رسان از اینترنت برای ارسال پیام‌های یک‌به‌یک و گروهی استفاده می‌کند که می‌تواند شامل پرونده‌های متنی، صوتی، تصویری باشد. این برنامه همچنین می‌تواند برای برقراری تماس صوتی و تصویری یک‌به‌یک و گروهی مورد استفاده قرار گیرد.
این برنامه شامل مکانیزمی است که به وسیله آن کاربران می‌توانند به‌طور مستقل هویت مخاطبان خود و یکپارچگی کانال داده را تأیید کنند.
نرم‌افزار سیگنال یک نرم‌افزار آزاد و متن‌باز است. سرویس گیرندگان آن تحت مجوز GPLv3 منتشر می‌شوند. در حالی که کد سرور تحت مجوز AGPLv3 منتشر می‌شود. برنامه اندروید همچنین شامل اجزای شخص ثالث است که منبع‌بسته هستند. بنیاد غیرانتفاعی سیگنال در فوریه ۲۰۱۸ با بودجه اولیه ۵۰ میلیون دلار از برایان اکتون راه‌اندازی شد. سیگنال هم‌اکنون بیش از ۵۰ میلیون بارگیری در گوگل پلی دارد و هم‌اکنون محبوب‌ترین اَپِ رایگان در اَپ اِستور شده است.
در ۶ بهمن ۱۳۹۹ این پیامرسان به دلایل نامعلومی در ایران فیلتر شد و دسترسی کاربران به این برنامه تنها از طریق فیلترشکن امکان‌پذیر است، البته برخی از شرکت‌های ارائه دهندهٔ اینترنت ثابت، مانند مخابرات هنوز دسترسی به این پیام‌رسان را قطع نکرده‌اند و ظاهراً این مشکل تنها بر روی اینترنت‌های همراه وجود دارد.
تا ژانویه ۲۰۲۵ سیگنال ۷۰ میلیون کاربر فعال داشته و بیش از ۲۲۰ میلیون بار دانلود شده است.

## امکانات

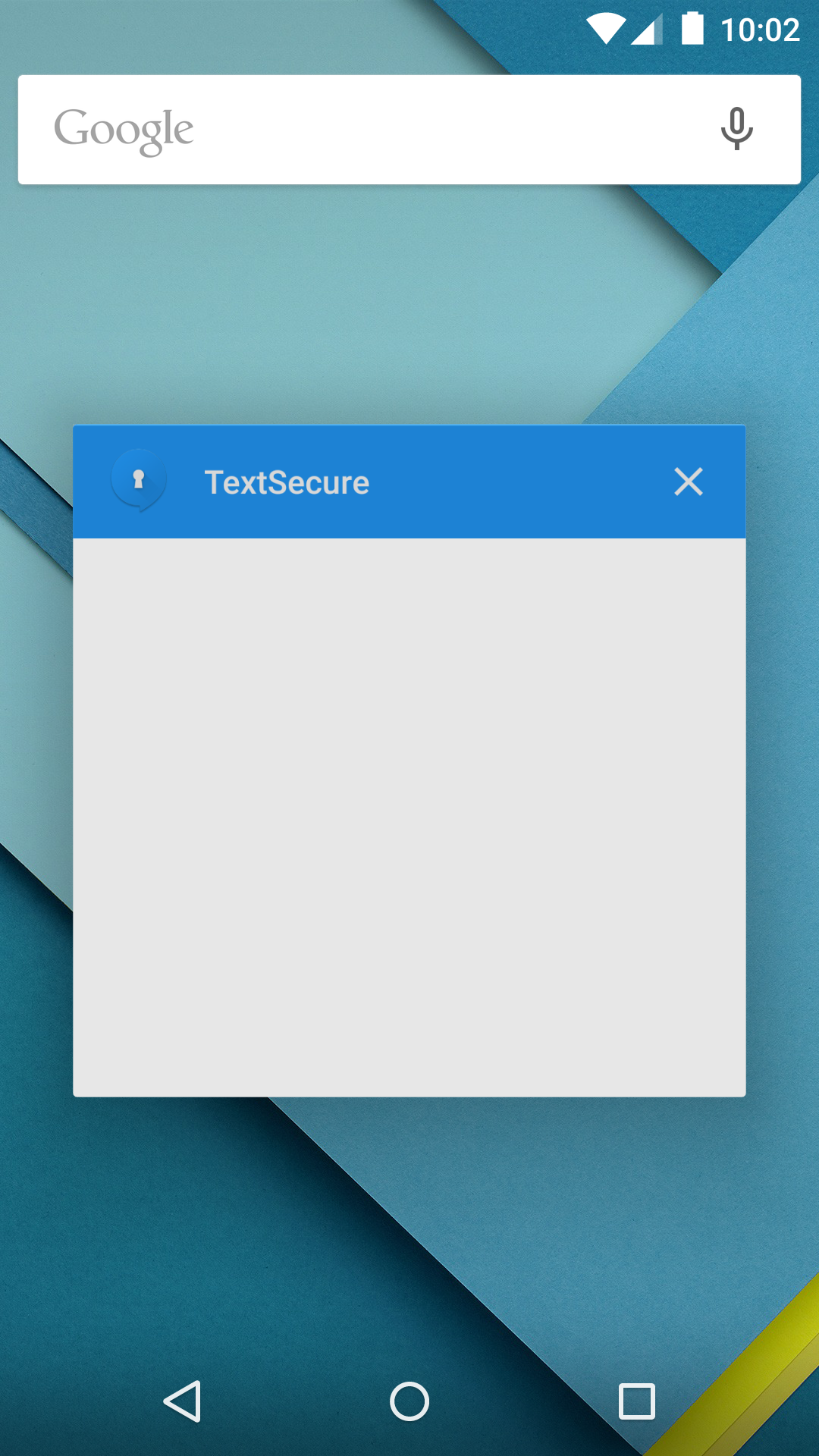
تصویری از لیست برنامه‌های اخیر اندروید. برنامه‌های در حال اجرا: TextSecure. این تصویر برای نشان دادن ویژگی پیش‌فرض حریم خصوصی برنامه TextSecure در نظر گرفته شده است. عدم امکان گرفتن نماگرفت از مکالمه یک ویژگی حفظ حریم خصوصی است که به خوبی در سراسر سیستم پیاده‌سازی شده است.

این پیام‌رسان در سال ۲۰۲۰ و در زمان اعتراضات برای مرگ جرج فلوید مورد توجه کاربران قرار گرفت. زیرا به باور آن‌ها نیروهای اجرای قانون آن‌ها را زیرنظر داشتند و شرکت‌ها را مجبور به ارائه داده‌ها می‌کردند.
از امکانات پیام رسان سیگنال می‌توان به امکان برقراری تماس صوتی و تصویری به صورت یک‌به‌یک و گروهی، ارسال پیام‌های متنی، تشکیل گروه، استفاده از ایموجی یا برچسب (استیکر) اشاره کرد.

## امنیت
همه ارتباطات در سیگنال رمزگذاری سرتاسری می‌شوند. بنابراین تنها افراد حاضر در یک ارتباط می‌توانند به پیام‌ها و محتوا دسترسی پیدا کنند و حتی خود کمپانی هم نمی‌تواند آن‌ها را ببیند.
در اندروید، کاربران می‌توانند سیگنال را به عنوان برنامهٔ پیش‌فرض SMS/MMS در نظر بگیرند و علاوه بر پیام‌های استاندارد رمزگذاری شده سربه‌سر، به آن‌ها امکان ارسال و دریافت پیام کوتاه غیر رمزنگاری شده را نیز بدهند. سپس کاربران می‌توانند از همان برنامه برای برقراری ارتباط با مخاطبانی که سیگنال ندارند استفاده کنند.
TextSecure به کاربر اجازه می‌دهد تا یک عبارت عبور تنظیم کند که پایگاه داده پیام محلی و کلیدهای رمزگذاری کاربر را رمزگذاری کند. این پایگاه داده مخاطبان کاربر یا مهر زمان پیام را رمزگذاری نکرده است. برنامه سیگنال در اندروید و آی‌اواس را می‌توان با پین تلفن، عبارت عبور یا احراز هویت بیومتریک قفل کرد. کاربر می‌تواند یک فاصله «وقفه قفل صفحه» را تعریف کند و در صورت گم شدن یا دزدیده شدن تلفن، یک مکانیسم محافظت اضافی ارائه می‌دهد.
سیگنال همچنین به کاربران امکان می‌دهد تایمرها را روی پیام‌ها تنظیم کنند. پس از یک بازه زمانی مشخص، پیام‌ها هم از دستگاه فرستنده و هم از دستگاه گیرنده حذف می‌شوند. فاصله زمانی می‌تواند بین پنج ثانیه تا یک هفته باشد و تایمر برای هر گیرنده زمانی شروع می‌شود که نسخه پیام خود را بخوانند. توسعه دهندگان تأکید کرده‌اند که این ویژگی مشترک برای مکالمه‌هایی است که همه شرکت کنندگان می‌خواهند بهداشت داده‌های حداقلی را به‌طور خودکار انجام دهند، نه برای موقعیت‌هایی که مخاطب شما دشمن شما است.
سیگنال به‌طور پیش فرض پیام‌های کاربران را از پشتیبان‌گیری ابری غیر رمزگذاری شده حذف می‌کند.
سیگنال از رسیدهای خواندن و نشانگرهای تایپ پشتیبانی می‌کند که هر دو آن‌ها می‌توانند غیرفعال شوند.
سیگنال به کاربران اجازه می‌دهد تا به صورت خودکار چهره افراد را در عکس‌ها تار کنند تا از هویت آن‌ها حفاظت کنند.
سیگنال مانند بسیاری از اپلیکیشن‌های دیگر به کاربر اجازه می‌دهد تا پیام‌های خود را به گونه‌ای تنظیم کنند پس از مدتی به صورت خودکار ناپدید شوند.
در سال ۲۰۲۳ پس از تلاش دولت بریتانیا برای دستیابی به یک در پشتی در اپلیکیشن، سیگنال تهدید کرد که در صورت تضعیف امنیت این اپلیکیشن از سوی قانون‌گذاران بریتانیا، آن را از بازار بریتانیا خارج خواهد کرد.
در حقیقت تنها داده‌ای که در اختیار توسعه‌دهندگان سیگنال قرار می‌گیرد، شماره تلفن است که البته این پیام‌رسان به دنبال راهی برای تغییر این موضوع است و می‌خواهد سرورهای مخاطبان را رمزگذاری کند. با اینکار موقعی که دولت‌ها یا سازمان‌ها خواستار دسترسی به داده‌های کاربران باشند، سیگنال دیتایی ندارد که در اختیارشان قرار دهد.
توسعه‌دهندگان سیگنال در ۱۲ ژانویه ۲۰۲۱ از طریق صفحه اپلیکیشن در توییتر اعلام کردند که به زودی امکانات بیشتری از جمله کاغذ دیواری صفحات چت، اضافه شدن قسمت دربارهٔ در پروفایل، برچسب‌های (استیکرهای) متحرک و… به اپلیکیشن اضافه خواهند کرد.
در فوریه ۲۰۲۴ سیگنال ویژگی نام‌های کاربری را به نسخهٔ آزمایشی این برنامه اضافه کرد. این ویژگی، یک قابلیت برای حفظ حریم خصوصی کاربران است. به طوری که کاربران برای ارتباط و مکالمه با دیگران نیازی به اشتراک‌گذاری شماره تلفن خود ندارند.

## حذف سیگنال از اپ‌استورهای ایرانی
در ۲۵ دی ۱۳۹۹ دسترسی به برنامه پیام‌رسان سیگنال از طریق اپ‌استورهای ایرانی اندروید و ios مانند مایکت و بازار مسدود شد. این فروشگاه‌های فروش اجازه دانلود سیگنال را از کاربران خود سلب کردند و دلیل این حذف را دستور کارگروه تعیین مصادیق محتوای مجرمانه اعلام کرده‌اند.